# 7204 Ondřejov
7204 Ondřejov è un asteroide della fascia principale. Scoperto nel 1995, presenta un'orbita caratterizzata da un semiasse maggiore pari a 2,6675505 UA e da un'eccentricità di 0,1230739, inclinata di 4,85873° rispetto all'eclittica.